# 1922 en science
| Années de la science : 1919 - 1920 - 1921 - 1922 - 1923 - 1924 - 1925    |
| Décennies de la science : 1890 - 1900 - 1910 - 1920 - 1930 - 1940 - 1950 |

Cet article présente les faits marquants de l'année 1922 en science.

## Événements
- 11 janvier : à Toronto, Leonard Thompson reçoit le premier traitement à l’insuline pour le traitement du diabète[1],[2].
- 2-10 mai : première assemblée générale de l'Union astronomique internationale, réunie à Rome[3].
- Août : le dernier ours grizzly de Californie chassé est abattu dans le comté de Fresno ; le dernier spécimen est observé plusieurs fois dans le parc national de Sequoia en 1924, date à laquelle l'espèce est  considéré comme éteinte[4].
- 4 septembre : André David et Henri Dutertre découvrent dans le Lot les salles préhistoriques de la grotte ornée du Pech Merle[5].

- 14 octobre : le mathématicien polonais Jan Łukasiewicz expose une théorie générale des logiques plurivalentes à un nombre de valeurs indéterminées lors d'une conférence de la Société polonaise de philosophie à Lwow[6].

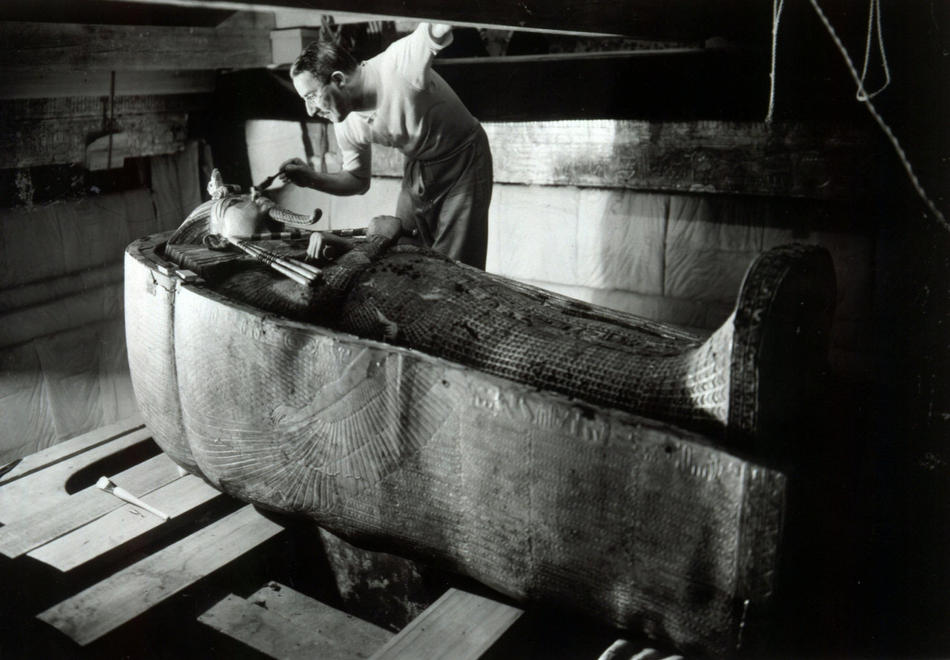
Howard Carter dans la tombe de Toutânkhamon

- 4 novembre : l'égyptologue britannique Howard Carter découvre la tombe de Toutânkhamon[7].

- Le biologiste britannique Alexander Fleming découvre l'enzyme lysozyme[8], un des facteurs de l'immunité innée contre les microbes.
- Les anatomistes américains Herbert McLean Evans et Katharine Bishop découvrent la vitamine E nécessaire à la reproduction humaine lors d'expériences d'alimentation sur des rats. Le biochimiste américain Elmer McCollum identifie la vitamine D[9].

### Sciences physiques
- 8 février : les physiciens allemands Otto Stern et Walther Gerlach mettent en évidence l'existence d’un moment cinétique intrinsèque aux particules, le « spin », expérience présentée à l'Université de Francfort[10].
- Février : l’ingénieur d'AT&T John R. Carson publie sa théorie de la modulation de fréquence (FM), dans laquelle apparaît pour la première fois la règle de la bande passante[11].

- 19 septembre : Carl Bosch et Wilhelm Meiser obtiennent un brevet américain pour une voie de synthèse chimique de l’urée[12].

- Le chimiste tchèque Jaroslav Heyrovský (prix Nobel 1959) montre l’intérêt de la polarographie pour l’analyse chimique[13].
- Le chimiste américain Bingham donne la première formulation mathématique du comportement des gels semi-solides (loi de Bingham)[14].
- Le chimiste allemand Hermann Staudinger introduit la notion de macromolécule[15].
- Le physicien américain Arthur Compton étudie la diffusion des rayons X par des électrons (diffusion Compton)[16].

## Publications
- Albert Einstein : The meaning of relativity ; four lectures delivered at Princeton University, May 1921. Princeton University Press.
- Sigmund Freud : Psychopathologie de la vie quotidienne est publié en France (Octobre).
- Lewis Fry Richardson : Weather prediction by numerical process (« La prévision météorologique par processus numérique »).

## Prix
- Prix Nobel
  - Physique : Niels Bohr

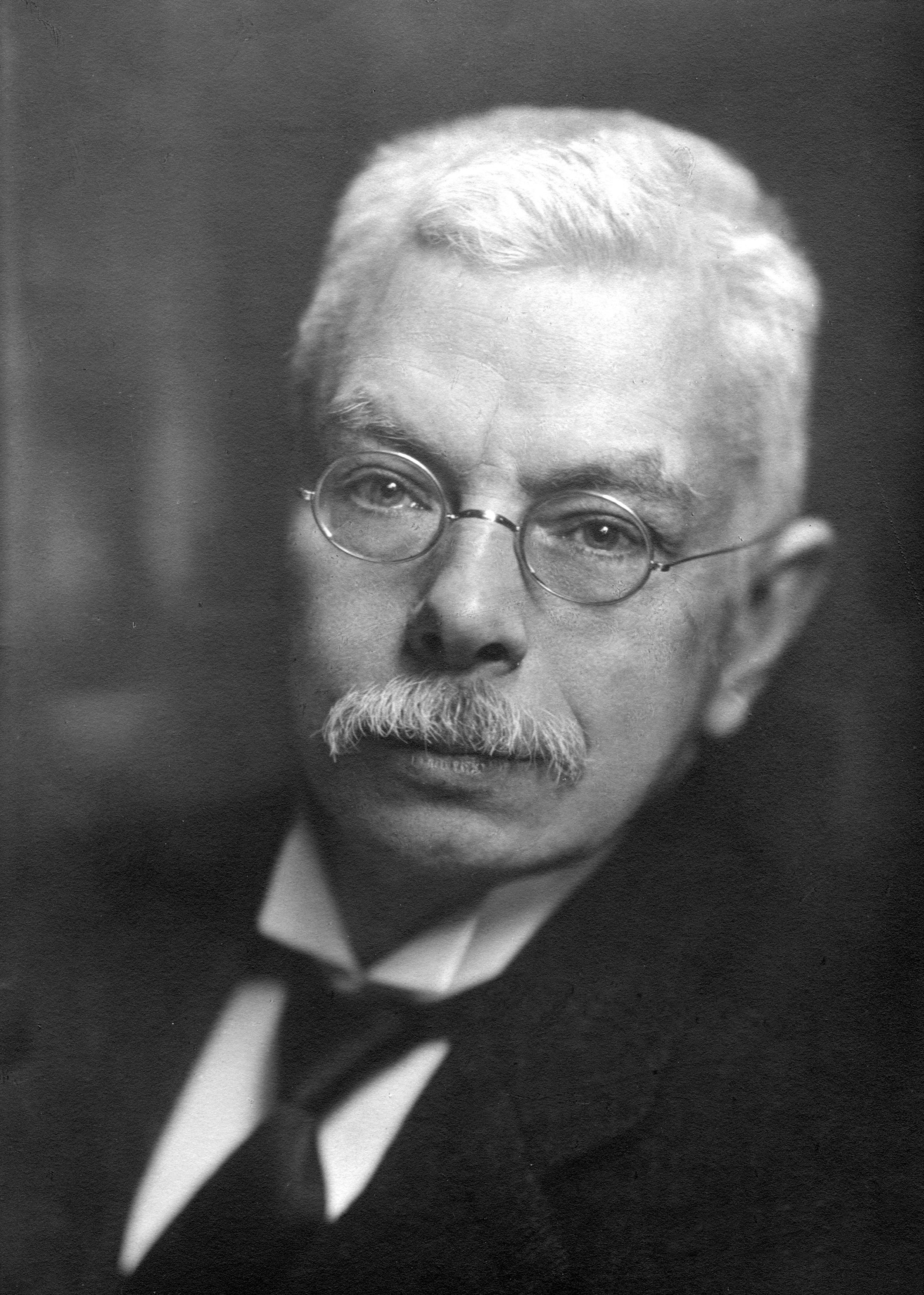
Pieter Zeeman

  - Chimie : Francis William Aston (britannique)
  - Physiologie ou médecine : Archibald Vivian Hill (Britannique), Otto Fritz Meyerhof (Allemand)
- Médailles de la Royal Society
  - Médaille Buchanan : David Bruce
  - Médaille Copley : Ernest Rutherford
  - Médaille Darwin : Reginald Punnett
  - Médaille Davy : Jocelyn Field Thorpe
  - Médaille Hughes : Francis Aston
  - Médaille royale : Joseph Barcroft, Charles Thomson Rees Wilson
  - Médaille Rumford : Pieter Zeeman
  - Médaille Sylvester : Tullio Levi-Civita
- Médailles de la Geological Society of London
  - Médaille Lyell : Charles Henry Davison (en)
  - Médaille Murchison : John William Evans
  - Médaille Wollaston : Alfred Harker
- Prix Jules-Janssen (astronomie) : Albert Abraham Michelson
- Médaille Bruce (Astronomie) : Frank Watson Dyson
- Médaille Linnéenne : Sir Edward Bagnall Poulton

## Naissances

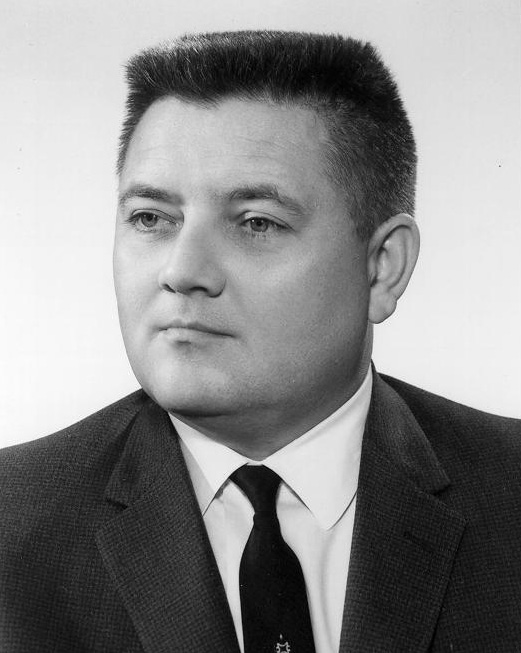
Edwin Thompson Jaynes

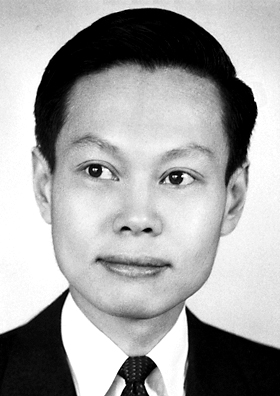
Chen Ning Yang

- 9 janvier : Har Gobind Khorana, biologiste indien, prix Nobel de physiologie ou médecine en 1968.
- 18 janvier : Hugh Felkin (mort en 2001), chimiste britannique.
- 25 janvier : Luigi Luca Cavalli-Sforza, généticien des populations italien.
- 27 janvier : Anne Chapman (morte en 2010), ethnologue et anthropologue franco-américaine.
- 28 janvier : Robert Holley (mort en 1993), chimiste organique et biochimiste américain, prix Nobel de physiologie ou médecine en 1968.

- 5 mars : Harold Ewen, radioastronome américain.
- 16 mars : Jean-Blaise Grize (mort en 2013), logicien suisse.
- 30 mars : Arthur Wightman (mort en 2013), physicien et mathématicien américain.

- 1er avril: Alan Perlis (mort en 1990), informaticien américain.
- 6 avril : Armand Vallin Feigenbaum (mort en 2014), statisticien américain.
- 14 avril : Georges Fouet (mort en 1993), archéologue français.
- 24 avril : Marc-Adélard Tremblay, anthropologue et sociologue québécois.

- 20 mai : Louis-Vincent Thomas (mort en 1994), ethnologue et anthropologue français.
- 26 mai : Georges Édouard Delannoy (mort en 2011), mathématicien et ingénieur français.
- 5 juin : John Gatenby Bolton (mort en 1993), astronome australien d'origine britannique.
- 9 juin : Fernand Seguin (mort en 1988), biochimiste québécois.
- 19 juin : Aage Niels Bohr (mort en 2009), physicien danois, prix Nobel de physique en 1975.
- 22 juin : Ewen Whitaker, astronome américain d'origine britannique.

- 5 juillet : Edwin Thompson Jaynes (mort en 1998), physicien américain.
- 13 juillet : Leon Lederman, physicien américain, prix Nobel de physique en 1988.
- 18 juillet : Thomas Samuel Kuhn (mort en 1996), philosophe des sciences et historien des sciences américain.
- 25 juillet : John B. Goodenough (mort en 2023), physicien du solide américain.

- 7 septembre : Maurice Lévy (mort en 2022), physicien français.
- 9 septembre : Hans Georg Dehmelt, physicien germano-américain, prix Nobel de physique en 1989.

- 1er octobre : Chen Ning Yang, physicien américain d'origine chinoise, prix Nobel de physique en 1957.
- 5 octobre : Robert Vallée (mort en 2017), cybernéticien et mathématicien français.
- 23 octobre : Marc Julia (mort en 2010), chimiste français.
- 26 octobre : Darcy Ribeiro (mort en 1997), anthropologue brésilien.

- 8 novembre : Christiaan Barnard (mort en 2001), chirurgien cardiaque sud-africain.
- 9 novembre :
  - Imre Lakatos (mort en 1974), logicien et épistémologue hongrois.
  - Piotr Slonimski (mort en 2009), médecin, biologiste, et généticien français d'origine polonaise.
- 15 novembre : Vernon Dvorak (mort en 2022), météorologiste américain.
- 16 novembre : Gene Amdahl, architecte d'ordinateur et entrepreneur américain d'origine norvégienne.
- 17 novembre : Stanley Cohen, biologiste américain, prix Nobel de physiologie ou médecine en 1986.
- 19 novembre : Youri Knorozov (mort en 1999), linguiste, épigraphe et ethnographe russe.
- 24 novembre :
  - Sabatino Moscati (mort en 1997), archéologue italien.
  - Claus Adolf Moser (mort en 2015), statisticien britannique.

- 5 décembre : Tony Skyrme (mort en 1987), mathématicien et physicien théorique britannique.
- 8 décembre :
  - Cesare Emiliani (mort en 1995), scientifique et géologue américain, d'origine et italienne.
  - John B. McKay (mort en 1975), pilote américain de X-15.
- 10 décembre : Edward Simpson (mort en 2019), statisticien britannique.
- 14 décembre : Nikolaï Bassov	 (mort en 2001), physicien soviétique, prix Nobel de physique en 1964.
- 17 décembre : Josiane Serre (mort en 2004), chimiste française.
- 18 décembre : Martin Wilk (mort en 2013), statisticien canadien.
- 21 décembre : Cécile DeWitt-Morette, mathématicienne et physicienne française.

- Nezih Fıratlı (mort en 1979), archéologue turc.

## Décès

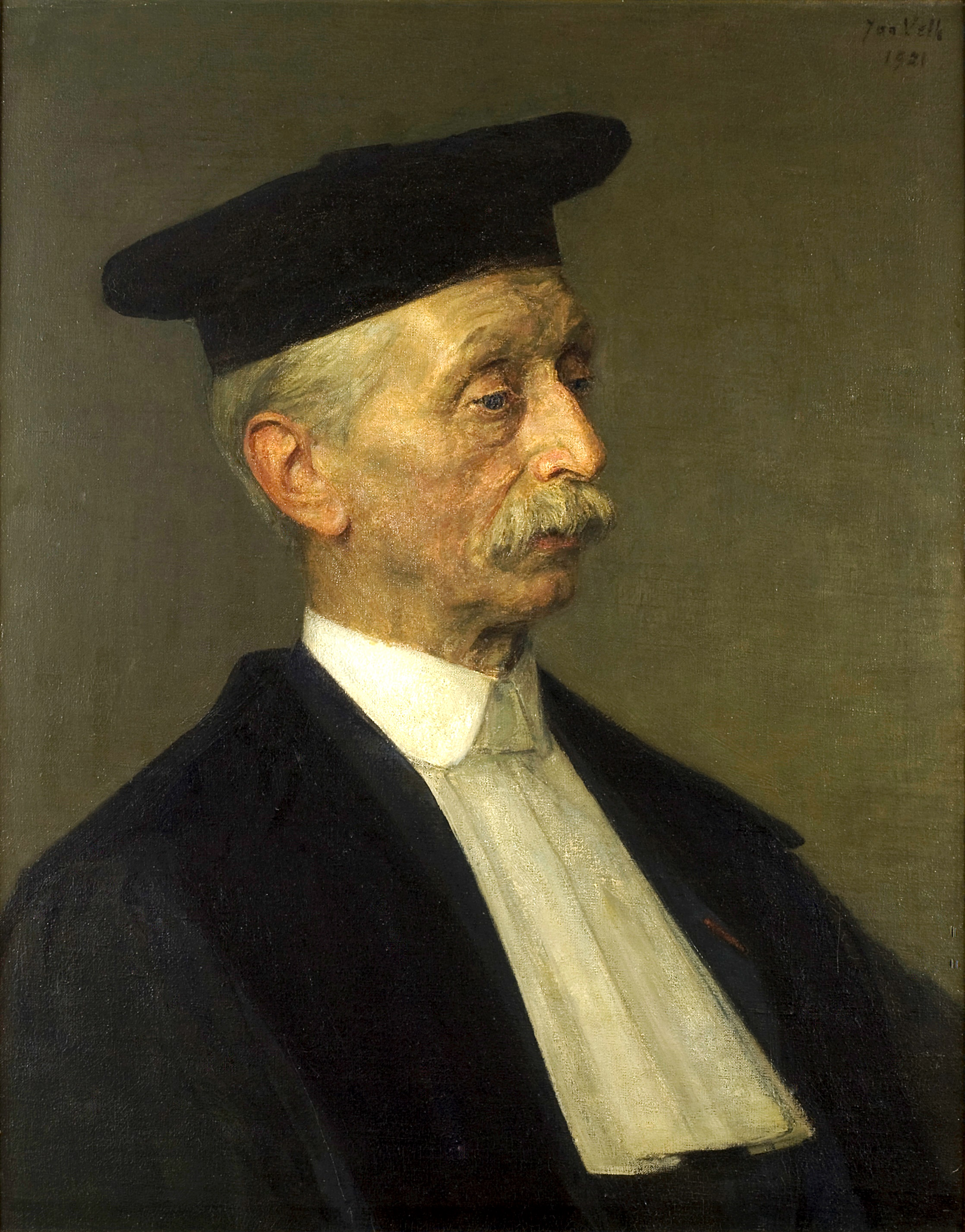
Jacobus Kapteyn

- 5 janvier : Ernest Shackleton (né en 1874), explorateur anglo-irlandais.
- 22 janvier : William Henry Mahoney Christie (né en 1845), astronome britannique.

- 8 février : Léon Heuzey (né en 1831), archéologue français.
- 13 février : Victor Galippe (né en 1848), microbiologiste et médecin français.

- 9 avril :
  - Patrick Manson (né en 1844), médecin britannique.
  - Traugott Sandmeyer (né en 1854), chimiste suisse.

- 18 mai : Charles Louis Alphonse Laveran (né en 1845), médecin français.
- 22 mai : Albert Victor Bäcklund (né en 1845), mathématicien et physicien suédois.
- 26 mai : Ernest Solvay (né en 1838), chimiste et industriel belge.

- 4 juin : William Rivers (né en 1864), scientifique anglais.
- 18 juin : Jacobus Kapteyn (né en 1851), astronome néerlandais.

- 7 juillet : Jacques Bertillon (né en 1851), statisticien et démographe français.
- 17 juillet : Heinrich Rubens (né en 1865), physicien allemand.

- 2 août : Alexandre Graham Bell (né en 1847), ingénieur britannique.
- 15 août : Pierre Boutroux (né en 1880), mathématicien et historien des sciences français.

- 18 septembre : Philippe Barbier (né en 1848), chimiste organicien français.
- 30 septembre : Antonio Favaro (né en 1847), historien des sciences italien.

- 26 octobre : Cargill Gilston Knott (né en 1856), physicien et mathématicien écossais.

- 21 novembre : Carl Bezold (né en 1859), orientaliste et assyriologue allemand.
- 23 novembre : Eduard Georg Seler (né en 1849), anthropologue, ethnologue, historien, linguiste et épigraphiste allemand.